# Cryptocentrus bulbiceps
Cryptocentrus bulbiceps är en fiskart som först beskrevs av Whitley, 1953.  Cryptocentrus bulbiceps ingår i släktet Cryptocentrus och familjen smörbultsfiskar. Inga underarter finns listade i Catalogue of Life.